# Grand Rapids Drive
Els Grand Rapids Drive és un equip de bàsquet nord-americà que juga en l'NBA Development League, amb seu en Grand Rapids (Michigan). Entre 2006 i 2009 se'ls va conèixer com a Anaheim Arsenal, i de 2009 a 2014, Springfield Armor. Els Drive juguen els seus partits en el DeltaPlex Arena

## Afiliacions
- New York Knicks (2009–2011)
- Philadelphia 76ers (2009–2011)
- Brooklyn Nets (2009–2014)
- Detroit Pistons (2014-present)